# Оперативное управление финансами
Оперативное управление финансами – совокупность организационных, методических и технологических средств, обеспечивающих управление финансовыми ресурсами организации в краткосрочной перспективе (от 1 дня до 1 месяца) и текущее обеспечение финансовых операций. В отличие от системы бюджетирования оперативное управление  финансами планирует платежи в более детализированном виде (по контрагенту и назначению платежа) и использует большую детализацию периодов планирования.

## Назначение
Основное назначение системы – обеспечение краткосрочной ликвидности организации. Основной инструмент – платежный календарь (подневный план поступлений и платежей с минимальным периодом – 1 день).
Поступления и платежи планируются на основании заявок, формируемых подразделениями-заказчиками. После проверки на соответствие установленным лимитам, заявленные платежи включаются в платежный календарь. Сбалансированный по суммам поступлений и платежей платежный календарь является основанием для формирования реестра платежей и передачи его для исполнения.

## Особенности
Одной из особенностей платежного календаря является его постоянная актуализация. В случае недостатка денежных средств для удовлетворения всех поступивших заявок, используются правила ранжирования платежей в зависимости от их вида и уровня приоритета. Процедуры и методики оперативного управления финансами регламентируются Положением об оперативном управлении финансами и Регламентом процесса.